# Promet Srbije
Glavni prometni čvor u Srbiji je Beograd, preko kojega se odvija riječni, cestovni, željeznički i zračni promet. Cestovni i željeznički pravci teku riječnim dolinama prema jugu. Glavne zračne luke su Beograd i Niš.

## Vanjske poveznice
Sestrinski projekti
|  | Zajednički poslužitelj ima još gradiva o temi Promet Srbije |